# Tischtennisweltmeisterschaft 2001
Die 47. Tischtennisweltmeisterschaft fand vom 23. April bis zum 6. Mai 2001 in Osaka (Japan) statt. Spielstätte war das Muncipal Central Gymnasium. Es war die letzte WM-Veranstaltung, in der Mannschafts- und Einzelwettbewerbe ausgetragen wurden. Auch wurde zum letzten Mal in den Sätzen bis 21 gezählt. Zugleich war es die erste WM mit dem vergrößerten 40 mm-Ball.
Sportlich dominierte China und gewann alle 7 Goldmedaillen. Sensationell besiegte das belgische Herrenteam im Halbfinale die Titelverteidiger aus Schweden. Deutschlands Herrenteam belegte nach einer 1:3-Viertelfinalniederlage gegen China den 7. Platz.
In den Einzelwettbewerben war die Dominanz der chinesischen Spieler noch erdrückender. Die europäischen Spieler blieben völlig ohne Medaille. Nur einige asiatische Spieler konnten durch einzelne Silber- oder Bronzemedaillen den totalen chinesischen Triumph verhindern.

## Spielsystem der Mannschaftswettbewerbe
Die Mannschaften wurden in drei Leistungsdivisionen aufgeteilt. Die Divisionen 1 und 2 bestanden aus 8 Gruppen mit je drei Teams. Die restlichen Mannschaften spielten in Division 3. Lediglich die Teilnehmer der ersten beiden Divisionen konnten den Titel gewinnen. Die acht Gruppensieger von Division 1 erreichten sofort das Achtelfinale. Die Gruppensieger aus Division 2 traten im sogenannten Challenge-Match gegen die Gruppendritten aus Division 1 an. Die Sieger dieses Challenge-Matches kämpften gegen die Gruppenzweiten aus Division 1 um den Einzug ins Achtelfinale.

## Abschneiden der Deutschen
Zoltan Fejer-Konnerth wurde „aus disziplinarischen Gründen“ nicht für diese WM nominiert.

### Mannschaftswettbewerb Herren
Die deutsche Mannschaft startete in der 1. Division in Gruppe G, wo sie durch Siege über Kanada (3:0) und Österreich (3:1) den ersten Platz erreichte und somit direkt im Achtelfinale antreten konnte. Hier setzte sie sich gegen Polen mit 3:1 durch. Im Viertelfinale traf sie auf den späteren Weltmeister China. Deutschland verlor mit 1:3, den Punkt für Deutschland holte Timo Boll mit seinem  Sieg gegen Wang Liqin. In den folgenden Begegnungen um die Plätze 5 bis 8 verlor Deutschland gegen Frankreich mit 1:3 und siegte gegen Italien mit 3:0. Damit erreichte Deutschland Platz 7.

### Mannschaftswettbewerb Damen
Die deutsche Mannschaft startete in der 1. Division in Gruppe G. Hier gewann sie gegen Australien 3:1, verlor jedoch gegen Nordkorea mit 0:3. Damit belegte sie Platz 2 und musste gegen den Sieger des Challenge-Matches antreten. Dies waren die USA, die mit 3:0 besiegt wurden. Im Achtelfinale kam das Aus durch ein 0:3 gegen China. In den Kämpfen um Rang 9 bis 16 setzte sich das Team gegen Jugoslawien (3:0), Kroatien (3:1) und Hongkong (3:0) durch und kam so auf Platz 9.

### Herreneinzel
Alle fünf deutschen Spieler erreichten mindestens die Runde der besten 32.
Jörg Roßkopf kam nach Siegen über Karl Jindrak (Österreich), Istvan Moldovan (Norwegen) und Damien Éloi (Frankreich) ins Achtelfinale, wo er dem Chinesen Ma Lin unterlag. Genauso weit kam Timo Boll, der sich gegen Yu Manh Cuong (Vietnam), Kim Song-hui (Nordkorea) und Zhan Jian (Singapur) durchsetzte. Danach verlor er gegen Chiang Peng-Lung (China). Torben Wosik schaltete Srdjan Milicevic (Bosnien und Herzegowina) und Yang Min (Italien) aus, scheiterte dann an dem Kroaten Zoran Primorac. Für Peter Franz bedeutete Jan-Ove Waldner (Schweden) die Endstation, nachdem er gegen Ferenc Pazsy (Ungarn) und Chuang Chih-Yuan (Taiwan) gewonnen hatte. Der WM-Debütant Lars Hielscher kam gegen Ntaniel Tsiokas (Griechenland) und Toshio Tasaki (Japan) weiter, nicht aber gegen den Weltranglistendritten Liu Guozheng (China).

### Dameneinzel
Keine der fünf deutschen Damen erreichte das Achtelfinale.
Nicole Struse besiegte   Yuka Nishii (Japan) und Sandra Johansson (Schweden), hatte aber gegen Ryu Ji Hae (Korea) keine Chance und kam unter die letzten 32. Ebenso weit kam Jie Schöpp; sie schaltete Jolanta Prūsienė (Litauen) und Tawny Ai Banh Thua (USA) aus, verlor dann aber in 5 Sätzen gegen Jing Jun Hong (Singapur). WM-Debütantin Jessica Göbel überstand die erste Runde gegen Judit Herczig (Österreich), unterlag danach jedoch Wong Ching (Hongkong). Sofort ausscheiden mussten Elke Schall gegen Ai Fujinuma (Japan) und Katrin Meyerhöfer gegen Eva Ódorová (Slowakei).

### Herrendoppel
Roßkopf/Hielscher scheiterten im Achtelfinale an den Franzosen Patrick Chila/Jean-Philippe Gatien, nachdem sie zuvor gegen Masaya Kato/Muneaki Mitamura (Japan) und Lucjan Błaszczyk/Tomasz Krzeszewski (Polen) gewonnen hatten. Franz/Wosik schieden bereits in der ersten Runde gegen Petr Korbel/Tomas Pavelka (Tschechien) aus.

### Damendoppel
Auch Schall/Struse erreichten das Achtelfinale. Sie besiegten Sivaghnam Mythilimylapore/Nagapattinam Ramakrishnan Indu (Indien) und Kwok Fong Fong/Song Ah Som (Hongkong). Gegen Li Ju/Wang Nan (China) verloren sie im dritten Satz. Meyerhöfer/Schöpp waren in Runde 1 gegen Wong Ching/Lau Sui Fei (Hongkong) ohne Chance.

### Mixed
Während sich Wosik/Schall nach dem Sieg über Ohad Paniel/Yulia Daktiar (Israel) mit einer Niederlage gegen Adrian Crișan/Mihaela Steff (Rumänien) verabschiedeten, kamen Boll/Struse eine Runde weiter.  Sie gewannen gegen Sanan Ariyachotina/Pornsri Ariyachotina (Thailand) und Zang Tai Yong/Jing Jun Hong (Singapur). Danach unterlagen sie im Achtelfinale Ryo Yuzawa/Keiko Okazaki (Japan). Hielscher/Göbel schieden in der ersten Runde gegen Damien Éloi/Anne-Sophie Gourin (Frankreich) aus.

## Wissenswertes
- Der Österreicher Kostadin Lengerov weigerte sich, im Mannschaftskampf gegen Schweden anzutreten. Daraufhin wurde er vom Österreichischen Tischtennisverband aus dem Turnier zurückgezogen.
- Die Schiedsrichter Horst Verwiebe (Neuss) und Heinz Krause (Sellstedt) wurden erstmals für die Teilnahme an einer WM nominiert.[2]

## ITTF-Kongress
Um die Sportart Tischtennis für die Medien – insbesondere das Fernsehen – interessanter zu machen, beschließt der ITTF-Kongress, dass ab 1. September 2001 bei internationalen Veranstaltungen ein Satz auf elf Punkte (statt 21) verkürzt wird. Gleichzeitig wird die Zahl der Gewinnsätze um einen Satz erhöht. Auch diese Änderung bleibt – wie schon die Ballvergrößerung aus dem Jahre 2000 – hinsichtlich des Medieninteresses völlig wirkungslos.
Wegen der verkürzten Sätze wird auch eine Änderung der Zeitspielregel beschlossen. Das Zeitspiel (Wechselmethode) setzt ein, wenn ein Satz 10 Minuten (vorher 15 Minuten) dauert.

## Ergebnisse
| Wettbewerb        | Rang | Sieger                                                                                      |
| ----------------- | ---- | ------------------------------------------------------------------------------------------- |
| Mannschaft Herren | 1.   | China (Kong Linghui, Wang Liqin, Liu Guoliang, Ma Lin, Liu Guozheng)                        |
| Mannschaft Herren | 2.   | Belgien (Jean-Michel Saive, Philippe Saive, Andras Podpinka, Martin Bratanov, Marc Closset) |
| Mannschaft Herren | 3.   | Schweden (Jan-Ove Waldner, Jörgen Persson, Peter Karlsson, Fredrik Håkansson, Magnus Molin) |
| Mannschaft Herren | 3.   | Südkorea (Ryu Seung-min, Oh Sang-eun, Joo Se-hyuk, Lee Chul-seung, Kim Taek Soo)            |
| Mannschaft Herren | 5.   | Österreich (Chen Weixing, Karl Jindrak, Kostadin Lengerov, Qianli Qian, Werner Schlager)    |
| Mannschaft Herren | 7.   | Deutschland (Timo Boll, Jörg Roßkopf, Peter Franz, Lars Hielscher, Torben Wosik)            |
| Mannschaft Damen  | 1.   | China (Sun Jin, Wang Nan, Li Ju, Yang Ying, ZHANG Yining)                                   |
| Mannschaft Damen  | 2.   | Nordkorea (Kim Hyang-mi, Kim Yun-mi, Kim Mi-yong, Jong Sil To, Kim Hyon-hui)                |
| Mannschaft Damen  | 3.   | Japan (Yoshie Takada, Keiko Okazaki, Yuka Nishi, An Konishi)                                |
| Mannschaft Damen  | 3.   | Südkorea (Jun Hye-kyung, Lee Eun-Sil, Ryu Ji Hae, Suk Eun-mi, Kim Moo-kyo)                  |
| Mannschaft Damen  | 9.   | Deutschland (Jessica Göbel, Katrin Meyerhöfer, Elke Wosik, Jie Schöpp, Nicole Struse)       |
| Mannschaft Damen  | 16.  | Österreich (Judit Herczig, Liu Jia, Andrea Mayrhofer, Michaela Zillner)                     |
| Herren Einzel     | 1.   | Wang Liqin – CHN                                                                            |
| Herren Einzel     | 2.   | Kong Linghui – CHN                                                                          |
| Herren Einzel     | 3.   | Ma Lin – CHN                                                                                |
| Herren Einzel     | 3.   | Chiang Peng-Lung – TPE                                                                      |
| Damen Einzel      | 1.   | Wang Nan – CHN                                                                              |
| Damen Einzel      | 2.   | Lin Ling – CHN                                                                              |
| Damen Einzel      | 3.   | Kim Yun-mi – PRK                                                                            |
| Damen Einzel      | 3.   | ZHANG Yining – CHN                                                                          |
| Herren Doppel     | 1.   | Wang Liqin/Yan Sen – CHN                                                                    |
| Herren Doppel     | 2.   | Kong Linghui/Liu Guoliang – CHN                                                             |
| Herren Doppel     | 3.   | Oh Sang-eun/Kim Taek Soo – KOR                                                              |
| Herren Doppel     | 3.   | Chiang Peng-Lung/Chang Yen-Shu – TPE                                                        |
| Damen Doppel      | 1.   | Wang Nan/Li Ju – CHN                                                                        |
| Damen Doppel      | 2.   | Sun Jin/Yang Ying – CHN                                                                     |
| Damen Doppel      | 3.   | Akiko Takeda/Mayu Kishi-Kawagoe – JPN                                                       |
| Damen Doppel      | 3.   | ZHANG Yining/Zhang Yingying – CHN                                                           |
| Mixed             | 1.   | Qin Zhijian/Yang Ying – CHN                                                                 |
| Mixed             | 2.   | Oh Sang-eun/Kim Moo-kyo – KOR                                                               |
| Mixed             | 3.   | Liu Guoliang/Sun Jin – CHN                                                                  |
| Mixed             | 3.   | Zhan Jian/Bai Yang – CHN                                                                    |

## Medaillenspiegel
| Rang  | Land                | Gold | Silber | Bronze | Gesamt |
| ----- | ------------------- | ---- | ------ | ------ | ------ |
| 1     | Volksrepublik China | 7    | 4      | 5      | 16     |
| 2     | Südkorea            | 0    | 1      | 3      | 4      |
| 3     | Nordkorea           | 0    | 1      | 1      | 2      |
| 4     | Belgien             | 0    | 1      | 0      | 1      |
| 5     | Japan               | 0    | 0      | 2      | 2      |
| 5     | Chinesisch Taipeh   | 0    | 0      | 2      | 2      |
| 7     | Schweden            | 0    | 0      | 1      | 1      |
| Total | Total               | 7    | 7      | 14     | 28     |

## Philatelie
Am 3. April 2001 wurden zwei Postwertzeichen in Kleinbogen (Michel-Katalog Nr. 3149–3150) von der japanischen Post zur Ausgabe gebracht. Abbildung: Donnergott und Windgott spielen Tischtennis.
Die Volksrepublik China würdigte den Gewinn aller sieben Titel durch chinesische Tischtennis-Sportler mit einem Sonderstempel am 6. Mai 2001 in  Wuxi (无锡市) und Handan (邯郸市: Hándān shì).